# Guillaume Duborper
Guillaume Duborper es un deportista francés que compitió en tiro con arco, en la modalidad de arco recurvo. Ganó una medalla de bronce en el Campeonato Europeo de Tiro con Arco al Aire Libre de 1994, en la prueba de equipo.

## Palmarés internacional
| Campeonato Europeo al Aire Libre | Campeonato Europeo al Aire Libre | Campeonato Europeo al Aire Libre | Campeonato Europeo al Aire Libre |
| Año                              | Lugar                            | Medalla                          | Prueba                           |
| -------------------------------- | -------------------------------- | -------------------------------- | -------------------------------- |
| 1994                             | Nymburk (República Checa)        | Medalla de bronce                | Equipo                           |